# Кращий державний службовець
Конкурс "Кращий державний службовець" — щорічний Всеукраїнський конкурс серед державних службовців України, що організовується Національним агентством України з питань державної служби з метою зростання професіоналізму, відкритості, інституційної спроможності державної служби, підвищення її авторитету шляхом узагальнення досвіду роботи кращих державних службовців. Конкурс проводиться у три тури: І тур у березні — квітні, II тур у травні — червні, III тур у вересні — жовтні щорічно.
Конкурс проводиться серед державних службовців державних органів відповідно до їх організаційно-правового статусу в 2-х номінаціях: 
- "Кращий керівник" (беруть участь керівники структурних підрозділів);
- "Кращий спеціаліст" (беруть участь головні, провідні, старші спеціалісти, спеціалісти І-ІІ категорій, інші категорії посад державної служби, які не віднесені до керівних).

Рівень підготовки учасників конкурсу суттєво відрізняється рік від року. Найменшу кількість балів з моменту створення конкурсу переможцями конкурсу набрано в 2014 році (13,33-13,49 балів, Безушко Л.С., Кузюк А.М.), найбільшу - в 2015 році (14,92 балів, Равло В.В.).

## Основні завдання конкурсу
Основними завданнями Конкурсу є: 
- виявлення та заохочення найбільш професійно підготовлених державних службовців, які успішно та ініціативно виконують службові обов'язки, мають організаторські здібності, що ґрунтуються на сучасних знаннях;
- удосконалення знань і професійного рівня державних службовців;
- створення умов для кар'єрного зростання державних службовців;
- залучення висококваліфікованих фахівців, зокрема молоді, до роботи в центральних та місцевих органах виконавчої влади;
- сприяння підвищенню ефективності роботи з надання адміністративних послуг громадянам;
- вплив на формування суспільної думки щодо престижу державної служби, залучення високопрофесійних управлінців до роботи в органах виконавчої влади;
- виховання у державних службовців почуття шанобливого ставлення до своєї професії, основних принципів державної служби.

## Нормативно-правове регулювання
Започатковано проведення Конкурсу з 2008 року Кабінетом Міністрів України внаслідок прийняття постанови від 19.09.2007 № 1152 "Про проведення щорічного Всеукраїнського конкурсу "Кращий державний службовець"" [Архівовано 16 серпня 2019 у Wayback Machine.] (нечинна згідно постанови Уряду України від 6 лютого 2019 р. № 106). Вказаною постановою затверджено Порядок проведення щорічного Всеукраїнського конкурсу "Кращий державний службовець" та Склад Організаційного комітету з проведення Всеукраїнського конкурсу "Кращий державний службовець".
Крім того, статус Всеукраїнського конкурсу "Кращий державний службовець" визначено Положенням про систему підготовки, перепідготовки та підвищення кваліфікації державних службовців і посадових осіб місцевого самоврядування, затвердженого постановою Кабінету Міністрів України від 07.07.2010 № 564  [Архівовано 16 серпня 2019 у Wayback Machine.] (нечинна згідно постанови Уряду України від 6 лютого 2019 р. № 106).
З метою ефективної організації і проведення щорічного Всеукраїнського конкурсу "Кращий державний службовець" Національним агентством України з питань державної служби наказом від 15.02.2012 № 29 [Архівовано 16 серпня 2019 у Wayback Machine.] затверджено Методичні рекомендації щодо проведення щорічного Всеукраїнського конкурсу "Кращий державний службовець".

## Відбір державних службовців для участі у конкурсі
Відбір державних службовців для участі у першому турі Конкурсу здійснюється з урахуванням таких критеріїв: 
- у номінації "Кращий керівник": 
  - рівень професійності, якості лідера;
  - здатність до креативного мислення, прийняття ефективних рішень у нестандартних ситуаціях, застосування інноваційних підходів у роботі;
  - комунікабельність, використання сучасних методів управління;
  - ефективність діяльності керівника та результати роботи колективу підпорядкованого структурного підрозділу;
  - рівень координації керівником діяльності підпорядкованих структурних підрозділів та співпраці з державними органами;
  - оцінка роботи керівника споживачами послуг;
  - роль керівника в морально-психологічному кліматі колективу;
  - ставлення колективу до особистих та професійних якостей керівника;
- у номінації "Кращий спеціаліст":
  - рівень професійності;
  - аналітичні здібності;
  - здатність до самоосвіти;
  - комунікабельність, вміння працювати в команді;
  - ерудованість;
  - якість підготовлених документів, виконавська дисципліна;
  - навички роботи з персональним комп'ютером;
  - наявність внесених пропозицій щодо оптимізації діяльності підрозділу (органу);
  - роль спеціаліста в загальних результатах роботи підрозділу (органу), рівень авторитету в колективі, ставлення колективу до особистих та професійних якостей спеціаліста.

## Порядок проведення І туру конкурсу
І тур конкурсу проводиться на рівні районів, регіональних та центральних органів виконавчої влади для визначення переможця та його делегування в II тур конкурсу.
Державним органом утворюється оргкомітет, який очолює керівник відповідного державного органу. Персональний склад оргкомітету затверджується або оновлюється розпорядженням (наказом) керівника державного органу в термін протягом січня-лютого.
Чисельність оргкомітету I туру має складати не менше 5 - 7 осіб.
Оргкомітет розробляє план заходів з організації підвищення кваліфікації державних службовців у рамках I туру Конкурсу, який має містити заходи щодо організаційного, правового та матеріально-технічного забезпечення проведення Конкурсу.
Оргкомітет має право вносити пропозиції керівнику державного органу щодо уточнення видатків, передбачених на організацію підвищення кваліфікації державних службовців у рамках Конкурсу, та заходів морального і матеріального стимулювання переможців та учасників I туру Конкурсу.
Центральні органи виконавчої влади (далі - ЦОВВ) та інші державні органи, що мають підпорядковані територіальні підрозділи, забезпечують організацію проведення Конкурсу в цих підрозділах.
За результатами I туру Центральні органи виконавчої влади та інші державні органи надають до Нацдержслужби кандидатури 4-х переможців: 2-х переможців від центрального апарату ЦОВВ та іншого державного органу (1 — у номінації "Кращий керівник", 1 — у номінації "Кращий спеціаліст"); 2-х переможців від територіальних підрозділів ЦОВВ та інших державних органів (1 — у номінації "Кращий керівник", 1 — у номінації "Кращий спеціаліст"), які беруть участь у II турі Конкурсу серед державних службовців Апарату Верховної Ради України, Адміністрації Президента України, Секретаріату Кабінету Міністрів України, ЦОВВ та інших державних органів.
Обласна державна адміністрація забезпечує організацію проведення Конкурсу в структурних підрозділах.
За результатами I туру Конкурсу місцеві органи виконавчої влади надають до оргкомітету II туру Конкурсу в м. Києві та областях кандидатури 2-х переможців від органу влади (1 - у номінації "Кращий керівник", 1 — у номінації "Кращий спеціаліст"). Обласна державна адміністрація надає кандидатури 2-х переможців від апарату та по 2 переможці від структурних підрозділів облдержадміністрації, які беруть участь у II турі Конкурсу між державними службовцями обласних та Київської міської державних адміністрацій, а також районних державних адміністрацій.
Для участі у I турі Конкурсу державні службовці подають до оргкомітету:
- заяву про участь у Конкурсі;
- копію особової картки державного службовця за формою П-2ДС;
- подання керівника структурного підрозділу щодо участі;
- біографічну довідку, підписану керівником кадрового підрозділу;
- за бажанням претендента інші матеріали (публікації в пресі, листи громадян, колективів з оцінкою діяльності претендента, тощо).

Протягом березня оргкомітет розглядає подані документи претендентів на участь у Конкурсі та приймає рішення щодо їх допуску до участі у Конкурсі або надсилає їм обґрунтовану відмову.
Підставою для відмови є невідповідність претендента вимогам, оформлені неналежним чином документи претендента, передбачені Порядком, відсутність окремих з них або встановлена в них недостовірна інформація.
До 15 березня Нацдержслужба забезпечує оргкомітети I туру завданнями I туру Конкурсу:
тестовими завданнями в частині знання Конституції України та законодавства про державну службу;
орієнтовним переліком видів ділових документів, рекомендованих для складання учасниками Конкурсу;
завданнями з володіння учасниками Конкурсу сучасних комп'ютерних технологій.
Тестові завдання виконуються учасниками Конкурсу на комп'ютері. Паперова версія виконаного завдання візується учасником Конкурсу на кожному аркуші.
На виконання кожного із завдань, передбачених I туром Конкурсу, надається не менше 60 хвилин.
Оргкомітети I туру протягом квітня забезпечують проведення Конкурсу і в останній тиждень квітня на своїх засіданнях приймають рішення щодо підсумків та визначення переможців I туру Конкурсу.

## Порядок проведення II туру конкурсу
II тур Конкурсу проходить:
- між державними службовцями Апарату Верховної Ради України, Адміністрації Президента України, Секретаріату Кабінету Міністрів України, ЦОВВ, інших державних органів (їх територіальних підрозділів) на базі Інституту підвищення кваліфікації керівних кадрів Національної академії державного управління при Президентові України;
- між державними службовцями місцевих органів виконавчої влади на базі обласних ЦППК та центрів підвищення кваліфікації кадрів регіональних інститутів державного управління Національної академії державного управління при Президентові України.

Кількісний склад оргкомітету II туру - не менше 15 осіб.
До складу оргкомітету II туру рекомендується включати за згодою керівників кадрових служб Апарату Верховної Ради України, Адміністрації Президента України, Секретаріату Кабінету Міністрів України, а також представників МОНмолодьспорту, Мін'юсту, Мінекономрозвитку, Мінкультури, Мінфіну, Мінсоцполітики, Мінрегіону, ЦК профспілки працівників державних установ, представників вищих навчальних закладів, що здійснюють підготовку фахівців у галузі знань "Державне управління", представників громадськості, засобів масової інформації.
Оргкомітети II туру до кінця травня розглядають документи переможців I туру та приймають рішення про їх участь у II турі Конкурсу, або надсилають оргкомітетам I туру обґрунтовану відмову.
Нацдержслужба до 15 травня передає до оргкомітетів II туру завдання Комплексної програми підвищення кваліфікації державних службовців у рамках II туру Конкурсу, а саме:
- запитання для співбесіди з питань державного управління;
- практичні завдання та тести з питань службової етики та етикету;
- теми публічних виступів з актуальних питань суспільно-політичного розвитку країни та реформування державного управління;
- рекомендації до їх виконання та критерії їх оцінки.

Оргкомітети II туру протягом червня, за тиждень до кінця місяця, забезпечують складання учасниками II туру Конкурсу зазначених завдань і в останній тиждень червня на своїх засіданнях приймають рішення щодо підсумків та визначення переможців II туру Конкурсу.
Оргкомітет II туру Конкурсу серед державних службовців Апарату Верховної Ради України, Адміністрації Президента України, Секретаріату Кабінету Міністрів України, ЦОВВ та інших державних органах (їх територіальних підрозділів) визначає 4-х переможців: 2-х - серед державних службовців центральних апаратів (1 - у номінації "Кращий керівник", 1 - у номінації "Кращий спеціаліст") та 2-х - серед державних службовців територіальних підрозділів (1 - у номінації "Кращий керівник", 1 - у номінації "Кращий спеціаліст").
Оргкомітети II туру Конкурсу серед державних службовців обласних (їх структурних підрозділів), районних державних адміністрацій, Київської міської державної адміністрації визначають 4-х переможців: 2-х - серед державних службовців апаратів Секретаріату Верховної Ради АР Крим, Ради міністрів АР Крим, обласних державних адміністрацій (їх структурних підрозділів) (1 - у номінації "Кращий керівник", 1 - у номінації "Кращий спеціаліст") та 2-х - серед державних службовців районних державних адміністрацій (1 - у номінації "Кращий керівник", 1 - у номінації "Кращий спеціаліст").
Оригінали протоколів та виконаних завдань учасниками II туру Конкурсу зберігаються в оргкомітеті II туру Конкурсу.

## Порядок проведення III туру конкурсу
Підвищення кваліфікації державних службовців у рамках III туру Конкурсу проводиться серед державних службовців центральних та місцевих органів виконавчої влади, інших державних органів (їх територіальних підрозділів) протягом вересня - жовтня на базі Інституту підвищення кваліфікації керівних кадрів Національної академії державного управління при Президентові України (м. Київ).
Оргкомітет з проведення III туру Конкурсу (Оргкомітет) в останній тиждень липня розглядає документи переможців II туру і приймає рішення щодо їх участі у III турі Конкурсі.
Під час III туру Конкурсу учасники:
- захищають творчу роботу;
- беруть участь у діловій грі;
- презентують професійну діяльність.

Нацдержслужба спільно з Інститутом підвищення кваліфікації керівних кадрів Національної академії державного управління при Президентові України розробляє для учасників Комплексної програми підвищення кваліфікації державних службовців II - VII категорій посад в рамках проведення Конкурсу тематику творчих робіт, рекомендації щодо їх написання, критерії оцінки конкурсних завдань, рекомендації щодо участі у діловій грі та презентації і оприлюднює їх на офіційному вебпорталі Нацдержслужби у банері "Всеукраїнський конкурс "Кращий державний службовець" до 30 червня.
Учасники III туру Конкурсу до 1 серпня подають до Оргкомітету (на адресу Нацдержслужби: 01601, м. Київ, вул. Прорізна, 15, Оргкомітет з проведення III туру щорічного Всеукраїнського конкурсу "Кращий державний службовець") творчу роботу для проведення її попередньої експертної оцінки. Для оцінки творчих робіт учасників Комплексної програми підвищення кваліфікації державних службовців у рамках III туру Конкурсу Оргкомітет залучає незалежних експертів (фахівців вищих навчальних закладів III - IV рівнів акредитації освітньої галузі знань "Державне управління", закладів післядипломної освіти).
Незалежні експерти до 30 серпня оцінюють творчі роботи та надають висновки до Оргкомітету.
Оргкомітет після проведення III туру Конкурсу на своєму заключному засіданні приймає рішення щодо підсумків Конкурсу та визначення переможців і лауреатів Конкурсу в номінаціях "Кращий керівник" та "Кращий спеціаліст".
Нагородження переможців та лауреатів Конкурсу проходить за окремим сценарієм в кінці року за датою, визначеною Нацдержслужбою.
У рамках проведення III туру Конкурсу для його учасників на базі Інституту підвищення кваліфікації керівних кадрів Національної академії державного управління при Президентові України (м. Київ) проводяться семінари відповідно до Комплексної програми підвищення кваліфікації державних службовців II - VII категорій посад в рамках проведення щорічного Всеукраїнського конкурсу "Кращий державний службовець", за результатами яких видається свідоцтво про підвищення кваліфікації.
Переможці Конкурсу у кожній номінації нагороджуються дипломом переможця та грошовою винагородою в сумі 10 тис. гривень.
Лауреати Конкурсу у кожній номінації нагороджуються: 
- за друге місце — дипломом лауреата та грошовою винагородою в сумі 5 тис. гривень;
- за третє та четверте місця — пам'ятними листами учасників Конкурсу.

Переможці та лауреати Конкурсу: 
- користуються правом цільового направлення та вступу поза конкурсом до Національної академії державного управління при Президентові України, її регіональних інститутів, магістратур вищих навчальних закладів, які проводять підготовку фахівців за спеціальностями освітньої галузі "Державне управління";
- рекомендуються для проходження стажування в центральних органах виконавчої влади та інституціях державного управління за кордоном;
- рекомендуються для зарахування до кадрового резерву на вищі посади в державному органі, в якому вони працюють, або на відповідні посади в державних органах вищого рівня.

## Переможці конкурсу "Кращий державний службовець"
За результатами участі у всіх трьох турах Національним агентством України з питань державної служби щорічно визначається 2 переможця (по одному в кожній номінації). З дати створення конкурсу правила нарахування балів не змінювались. Максимально можлива кількість балів - 15,00 (по 5,00 балів за кожне завдання). ¶
Вперше максимально можливу кількість балів в заключному турі конкурсу по більш ніж одному завданню (5,00 балів в двох завданнях підряд) здобуто переможцем конкурсу 2015 року в категорії "Кращий спеціаліст" Равлом Вадимом Вікторовичем.¶
Перелік переможців Конкурсу з моменту започаткування його проведення наведено в наступній таблиці:
| Рік проведення конкурсу | Переможець в категорії "Керівник"    | К-ть балів | Місце роботи                                                                         | Переможець в категорії "Спеціаліст" | К-ть балів | Місце роботи                                                       |
| ----------------------- | ------------------------------------ | ---------- | ------------------------------------------------------------------------------------ | ----------------------------------- | ---------- | ------------------------------------------------------------------ |
| 2008 рік                | Шапран Олена Юріївна                 |            | Деснянський районний у місті Києві центр соціальних служб для сім'ї, дітей та молоді | Бут Оксана Олександрівна            |            | Український державний центр соціальних служб для молоді в м. Києві |
| 2009 рік                | Макаренко Петро Васильович           |            | Солом’янська районна у м. Києві державна адміністрація                               | Мамедова Тетяна Валеріївна          |            | Рахункова палата України                                           |
| 2010 рік                | Перепічка Павло Валентинович         | 14,28      | Контрольно-ревізійне управління в Чернівецькій області                               | Дацун Яна Олександрівна             | 14,04      | Київська міська державна адміністрація                             |
| 2011 рік                | Качур Олена Дмитрівна                |            | Оріхівська РДА Запорізької області                                                   | Радько Євгенія Миколаївна           |            | Сватівської РДА Луганської області                                 |
| 2012 рік                | Люлька Володимир Анатолійович        |            | Кіровоградська ОДА                                                                   | Полупан Олена Олександрівна         |            | Головне управління охорони здоров’я Харківської ОДА                |
| 2013 рік                | Чикунова Юлія Євгенівна              |            | Донецька ОДА                                                                         | Ісопенко Ірина Юльянівна            |            | Департамент освіти і науки, молоді та спорту Чернівецької ОДА      |
| 2014 рік                | Безушко Людмила Сергіївна            | 13,33      | Пирятинська РДА Полтавської області                                                  | Кузюк Анастасія Миколаївна          | 13,49      | Новоодеська РДА Миколаївської області                              |
| 2015 рік                | Колісніченко Олександр Володимирович | 14,27      | Херсонська ОДА                                                                       | Равло Вадим Вікторович              | 14,92      | Рахункова палата України                                           |
| 2016 рік                | Кіріленко Федір Олександрович        |            | Міністерство внутрішніх справ України                                                | Калашник Микола Володимирович       |            | Дарницька РДА м. Києва                                             |

Як засвідчують результати таблиці, протягом 9 років проведення Конкурсу переможцями ставали представники:
- органів спеціальної юрисдикції — двічі (Рахункова палата України);
- центральних органів виконавчої влади — двічі (Державна аудиторська служба України та Міністерство внутрішніх справ України);
- обласних (міських) державних адміністрацій та їх підрозділів (Донецької, Харківської, Херсонської, Чернівецької ОДА, Київської МДА) — 7 разів;
- районних державних адміністрацій — 7 разів.

## Лауреати конкурсу "Кращий державний службовець"
За результатами участі у всіх трьох турах Національним агентством України з питань державної служби щорічно визначається 6 лауреатів (по 3 в кожній номінації, із яких за 2-ге місце надається грошова винагорода та диплом, за 3-тє та 4-те місця — пам'ятні листи). Перелік лауреатів Конкурсу з 2014 року наведено в наступних таблицях:
В категорії "Керівник"
| Рік проведення конкурсу | 2-ге місце                 | 3-тє місце                   | 4-те місце                  |
| ----------------------- | -------------------------- | ---------------------------- | --------------------------- |
| 2014 рік                | Поліщук Тарас Васильович   | Глух Марія Степанівна        | Самойленко Вікторія Юріївна |
| 2015 рік                | Шевченко Артем Сергійович  | Шихалієва Альона Ібадуллівна | Дмитрук Сергій Миколайович  |
| 2016 рік                | ЗЕЛІНСЬКИЙ Ігор Леонідович | ЄЛЬЧІЄВА Оксана Русланівна   | КОРОЛЕВИЧ Леся Сіасурівна   |

В категорії "Спеціаліст"
| Рік проведення конкурсу | 2-ге місце                 | 3-тє місце                        | 4-те місце                      |
| ----------------------- | -------------------------- | --------------------------------- | ------------------------------- |
| 2014 рік                | Солодухіна Любов Сергіївна | Руденко Руслана Вікторівна        | Серебреннікова Олена Вікторівна |
| 2015 рік                | Кулик Павло Миколайович    | Дзюба Алла Миколаївна             | Шонія Діана Валеріївна          |
| 2016 рік                | НАРІЖНЯ Іванна Іванівна    | КОМАРОВСЬКА Олександра Віталіївна | САЦЬ Оксана Володимирівна       |